# Kwadratowe słońce
Kwadratowe słońce (ang. The Square Sun) – książka Stefana Knappa o jego pobycie w syberyjskich łagrach. Tytuł jest parafrazą widoku jaki z okna celi (baraku) mieli więźniowie. Właśnie to "Kwadratowe słońce" było ich jedyną nadzieją ucieczką w świat marzeń o powrocie do kraju i rodziny.
Książka napisana w języku angielskim ukazała się w 1956 roku nakładem londyńskiego wydawnictwa Museum Press.
Polskie tłumaczenie autorstwa Jolanty Kozak (w książce podana pod pseudonimem konspiracyjnym A. Tarczyńska lub Maria Tarczyńska) ukazało się w tzw. drugim obiegu w 1987 nakładem wydawnictwa Wyzwolenie. Nakład osiągnął prawdopodobnie 2000 egzemplarzy (druga wersja mówi o 500 sztukach).
W 2016 z okazji 95. urodzin autora i 20. rocznicy jego śmierci, Aeroklub Warmińsko-Mazurski opublikował drugie wydanie książki, w wersji poprawionej i uzupełnionej przypisami przez Kazimierza Brakonieckiego. On też na łamach „Borussii” opublikował pierwszą polską recenzję książki.